# Tymosziwka (obwód połtawski)
Tymosziwka (ukr. Тимошівка) – wieś na Ukrainie, w obwodzie połtawskim, w rejonie krzemieńczuckim, w hromadzie Hradyźk. W 2001 liczyła 144 mieszkańców, spośród których 142 wskazało jako ojczysty język ukraiński, 1 rosyjski, a 1 białoruski.